# Jan Ykema
Jan Ykema (n. 18 aprilie 1963, Harlingen, Provincia Frizia, Țările de Jos) este un patinator de viteză ce a reprezentat Regatul Țărilor de Jos, medaliat olimpic. A participat la 2 ediții ale Jocurilor Olimpice (1984, 1988) în care a câștigat o medalie de aur.